# António Fernando dos Santos
António Fernando dos Santos (Vila Real de Santo António, 1918 - Lisboa, Agosto de 1991), mais conhecido por Tóssan, foi um pintor, ilustrador, decorador e gráfico português.

## História

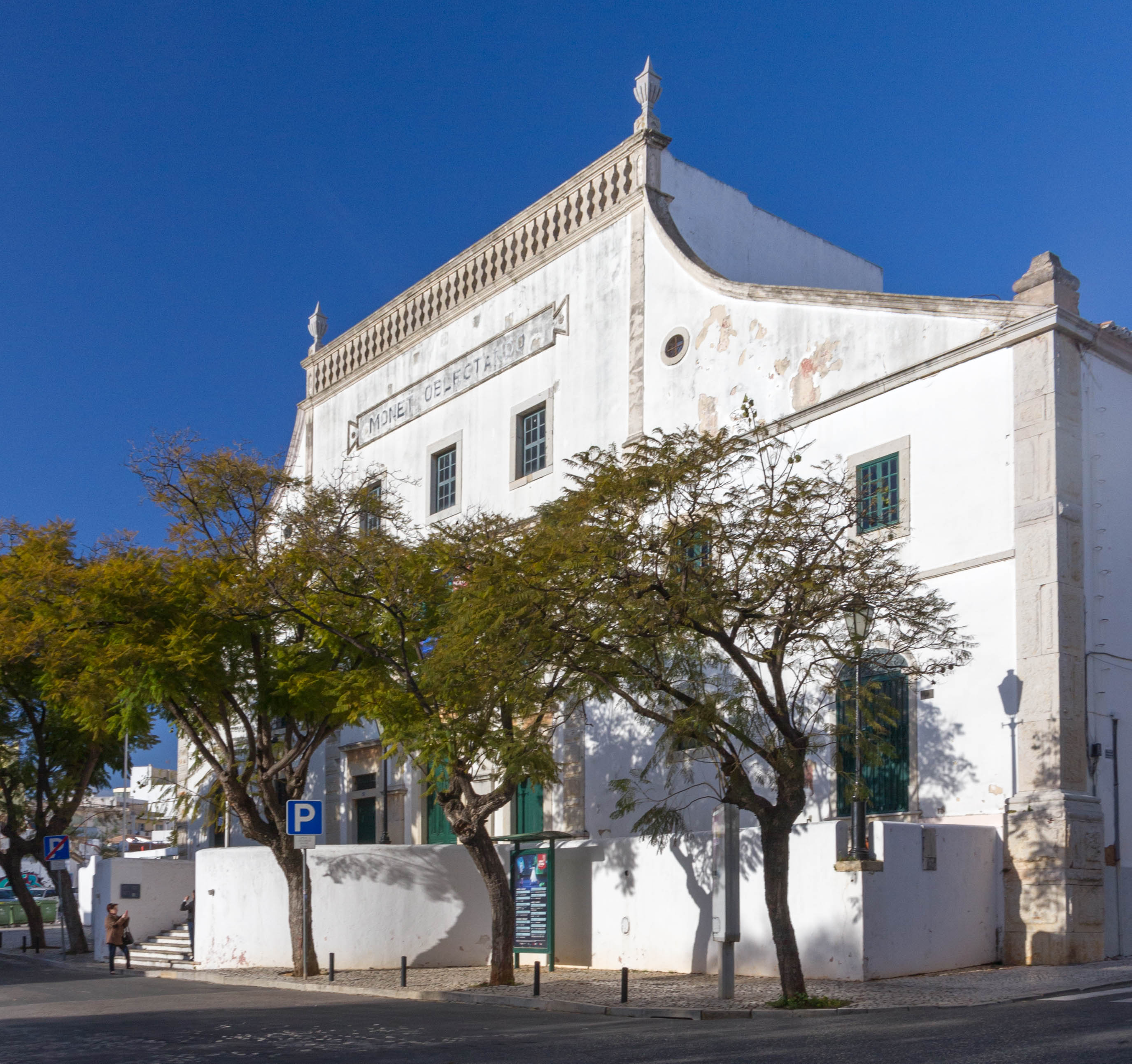
Teatro Lethes, em Faro.

Nasceu em Vila Real de Santo António, em 1918.
Exerceu como publicista e ilustrador, tendo tido uma carreira multifacetada, com a produção de retratos, anúncios publiciários, caricaturas, textos, livros, crónicas na imprensa, e ilustrações para histórias infantis. Em 1963 produziu a curta-metragem muda A Gravata de Tóssan, a preto e branco, com um tom cómico, onde o próprio Tóssan recebe uma gravata que ganha vida e se esconde, forçando-o a procurá-la pela casa.
Colaborou no Teatro Lethes, em Faro, no Teatro dos Estudantes da Universidade de Coimbra, e com a Embaixada do Brasil. Fez trabalhos para o Diário de Notícias e para várias editoras, como a Terra Livre. Entre as suas obras encontram-se a série Lógica Zoológica, que foram editadas em 1983 no semanário satírico O Bisnau.  Travou amizade com grandes figuras da cultura e política nacional, como António Aleixo, Almeida Santos, Mário Viegas e Raul Solnado. Uma das suas obras mais destacadas foi a Ode ao Futebol, escrita em 1945, que foi publicada no jornal A Bola, e declamada por Raul Solnado em 1969 no programa Zip Zip. Na década de 1950 viveu em Ferreira do Alentejo, tendo então produzido várias ilustrações para a feira anual daquela vila. Também viveu e laborou na cidade de Brasília. Faleceu em Agosto de 1991, na cidade de Lisboa.
De acordo com o catálogo da exposição A Vida É Engraçada, organizada na cidade de Setúbal em 2018, António Fernando dos Santos foi descrito como «o humorista total, o poeta do absurdo, o declamador de memória prodigiosa, o incrível conviva que reinava em jantares e festas, desfiando ininterruptamente histórias fantásticas que muitas vezes eram apenas episódios da sua vida real, o eterno apaixonado pela infância, que brindava as crianças, que não teve, com jogos desenhados e papéis recortados». O comissário da exposição, Jorge Silva, referiu que «Tóssan era o vulcão explosivo que contagiava tudo o que tocava. Foi assim no Teatro Lethes em Faro, no TEUC em Coimbra, na Embaixada do Brasil, no Diário de Lisboa e na editora Terra Livre. Escrevia para a gaveta, em centenas de papéis rabiscados com ideias, esboços e poemas completos, de um nonsense e humor irresistíveis, a dar um sentido à vida, que Tóssan acreditava absurda». Na exposição organizada nesse ano em Matosinhos, Jorge Silva classificou António Fernando dos Santos como «uma personagem extraordinária, de grande qualidade humorista», e como «uma parte fundamental do nosso passado gráfico, das nossas artes visuais».
Após o seu falecimento, as suas obras integraram várias exposições temáticas, incluindo na Galeria Municipal do 11, no âmbito da Festa da Ilustração de Setúbal, em Outubro desse ano na Casa do Design, em Matosinhos, e em 2023 no Centro Cultural Manuel da Fonseca, em Ferreira do Alentejo.
Em Agosto de 2019 foi lançado em Loulé um conjunto de três livros sobre o autor, composto por dois livros de poemas e contos e o catálogo da exposição O homem que só queria ser Tóssan, organizada na Galeria de Arte do Convento do Espírito Santo. Os livros, intitulados de Lógica zoológica, Frutos e desfrutos, Animalia, Contos e descontos e Versos côncavos e com versos, são uma compilação de textos do autor, dos quais alguns eram inéditos.

## Obras
Cão pêndio, Lisboa, Portugália, 1959.

## Trabalhos de ilustração de livros
- Caldwell, Erskine (1903-1987).
  - A coelhinha do rabito de algodão. Lisboa, Portugália, 196?.
- Colaço, Maria Rosa (1935-2004).
  - Estas crianças aqui. Fotografias de Eduardo Gageiro. Lisboa, Terra Livre, 1979. Edição especial para o Ano Internacional da Criança.
- Dias, Maria Helena da Costa (1917-).
  - Animais: esses desconhecidos. Lisboa, Portugália, 1965.
- Freitas, António Sousa (1921-2004).
  - Três contos para o Natal. Lisboa, Lisfarma, 196?.
- Gomes, Madalena (1928)
  - O leão vegetariano: contos para crianças. Coimbra, Atlântida, 1975.
- Mirepoix, Camille
  - O leão Heitor. Lisboa, Portugália, 196?.
- Muralha, Sidónio (1920-1982).
  - A amizade bate à porta. Lisboa, A Comuna, 1975.
- Neves, Leonel (1921-1996).
  - Sete contos de espantar. Coimbra, Atlântida, 1975.
  - O elefante e a pulga: poemas para crianças. Lisboa, Horizonte, 1976.
  - O livrinho dos macacos: poemas e um conto para crianças. Lisboa, Livros Horizonte, 1978.
  - Bichos de trazer por casa. Lisboa, A Comuna, 1978.
  - O menino e as estrelas e outras histórias em verso. Lisboa, Horizonte, 1979.
  - O policia bailarino e outros contos. Lisboa, Horizonte, 1979.
  - Histórias do Zé Palão. Lisboa, Livros Horizonte, 2.ª edição, 1979.
  - Um cavalo da cor do arco-íris: romancinho. Lisboa, Livros Horizonte, 1980.
  - Uma dúzia de adivinhas. Lisboa, Livros Horizonte, 1981.
  - O soldadinho e a pomba. Lisboa, Livros Horizonte, 1981.
  - Bichos de trazer por casa: poemas para crianças. Lisboa, Livros Horizonte, 1981.
  - João Careca, mestre detective: contos. Lisboa, Horizonte, 1984.
  - O mistério do quarto bem fechado. Lisboa, Horizonte, 1985.
  - Extraterrestre em Lisboa. Lisboa, Horizonte, 1993.
- Santos, António de Almeida (1926).
  - Rã no pântano: contos. Lisboa, Parceria António Maria Pereira, 1959.
  - Contos do tempo do ódio. Lisboa, Notícias, 2001.
- Semedo, Curvo (1766-1838).
  - O velho, o rapaz e o burro: parábola. Lisboa, Prelo, 1978.
- Vicente, Gil.
  - Gil Vicente e as crianças. Textos seleccionados por Maria Leonor de Carvalhão Buescu; pref. Paulo Quintela. Lisboa, Ministério da Educação Nacional, Comissão Nacional do V Centenário de Gil Vicente, 1965.